# Historia del aceite de oliva

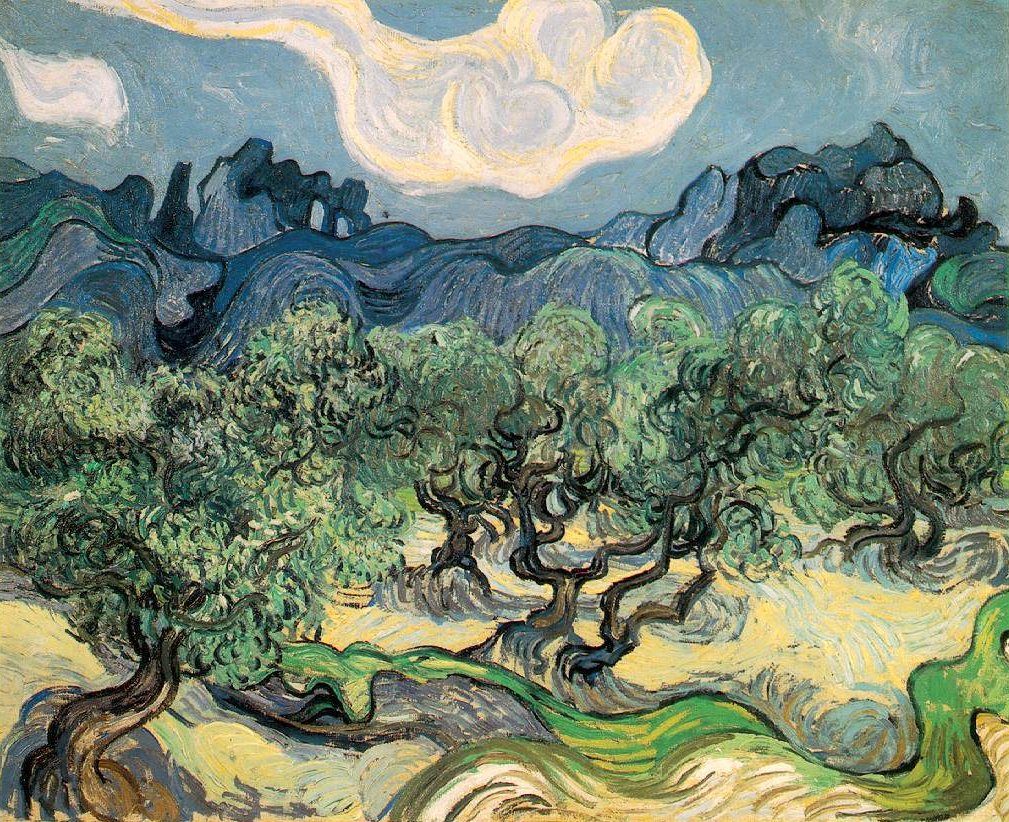
Olivos pintados por Vincent van Gogh en 1889.

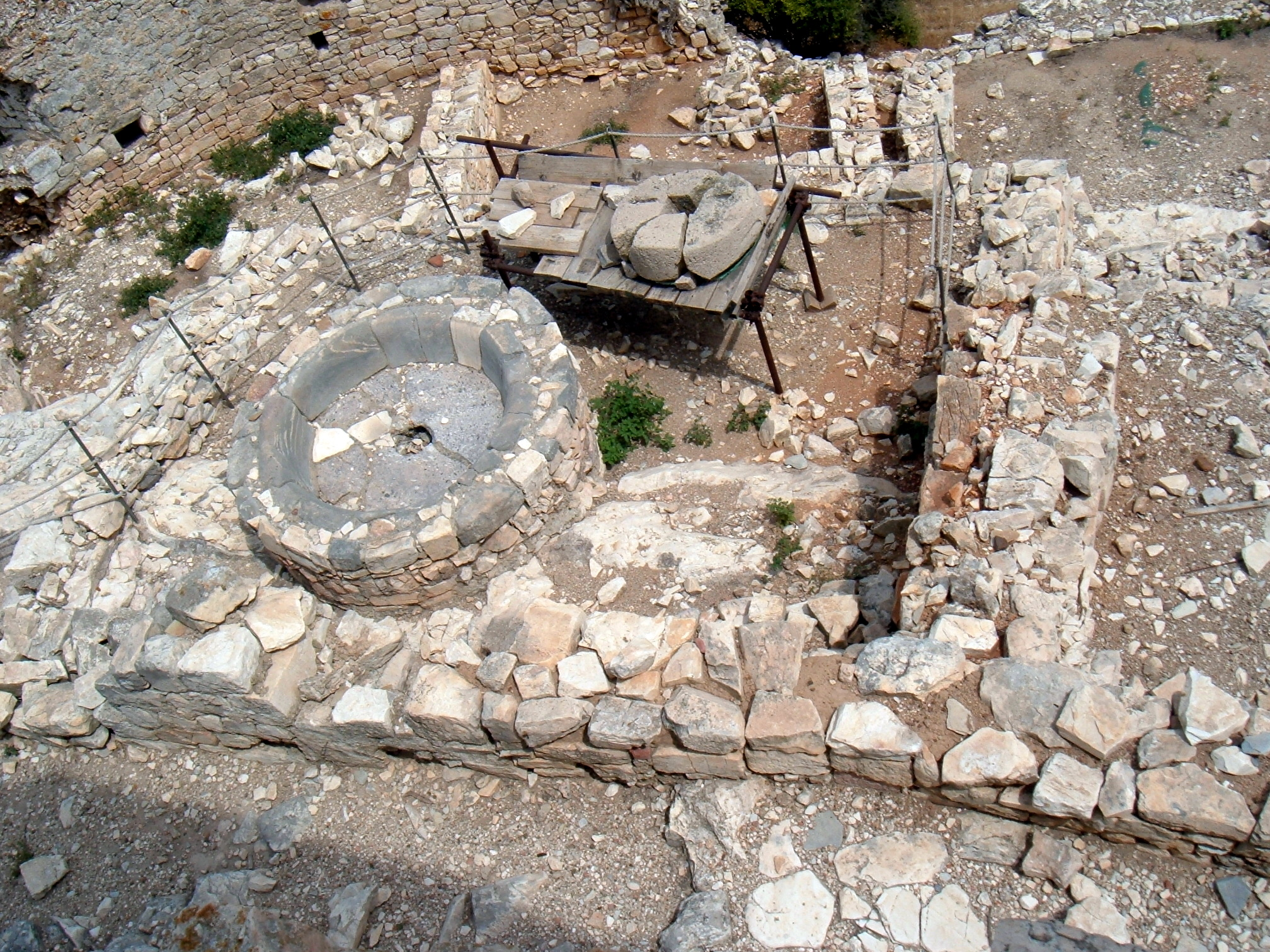
Almazara medieval en Rocca San Silvestro ubicado en Campiglia Marittima, Toscana, Italia.

La historia del aceite de oliva corresponde a una parte de la historia de la cultura mediterránea, así como de la evolución de su agricultura. La historia del aceite de oliva, aceite vegetal procedente de la aceituna u oliva (fruto de una planta oleaginosa), va unida a la historia del vino, así como a la del pan. El olivo es una de las primeras plantas cultivadas. Todos ellos son alimentos básicos que forman parte de la trilogía fundamental de la dieta mediterránea en los pueblos que habitan en sus costas. Los usos que se han hecho del aceite de oliva no son solo culinarios, sino que además se ha empleado en cosmética, medicina, perfumes, iluminación, etc. Algunos autores consideran que el cultivo del olivar se inició en el periodo que va desde el 4000 hasta el 3000 a. C. en un lugar indeterminado del Levante mediterráneo. El caso es que su cultivo, así como la producción de aceite de oliva, ha venido gobernando los destinos de las naciones e imperios de la zona mediterránea.
Hoy en día la mayor parte de la producción así como el consumo se realizan en los países del área mediterránea. Aunque se puede comprobar que las zonas de influencia que tuvieron en algún momento de la historia algunos de los países mediterráneos, hace ver que su cultivo sea protagonista, es el caso del aceite de oliva en California, así como en algunos de los países de América Latina. El aceite de oliva participa en los platos con carácter mediterráneo. Autores como Georges Duhamel remarcan el efecto mediterráneo de la oliva diciendo que: "El mediterráneo acaba donde el olivo deja de crecer", la idea de cocina mediterránea evoca de forma natural el olor del aceite de oliva. Son muchos los usos que se le han dado a este tipo de aceite vegetal a lo largo de su historia, autores como Jean-Louis Flandrin mencionan el uso medicinal del aceite de oliva en las culturas mediterráneas. Casi todas las historias de mitología de los pueblos mediterráneos se autoasignan la invención del árbol del olivo. Los antiguos griegos asignaban esta invención a la diosa Palas Atenea, conocida por los romanos como Minerva. Por regla general el olivo posee para esas culturas significado de: paz, fertilidad, gloria, santidad.
El uso culinario del aceite de oliva ha marcado un estilo de cocina propio denominado "mediterráneo" que engloba un conjunto de estilos culinarios de los países de Europa meridional, estilo que ha sido exportado a otros países con influencias históricas con países mediterráneos. Hoy en día Europa posee casi el 75% de la producción mundial de aceite de oliva y es el primer exportador de este aceite vegetal. Es de pensar que el consumo de grasas de origen animal ocupa en estos países un aspecto secundario.

## Origen

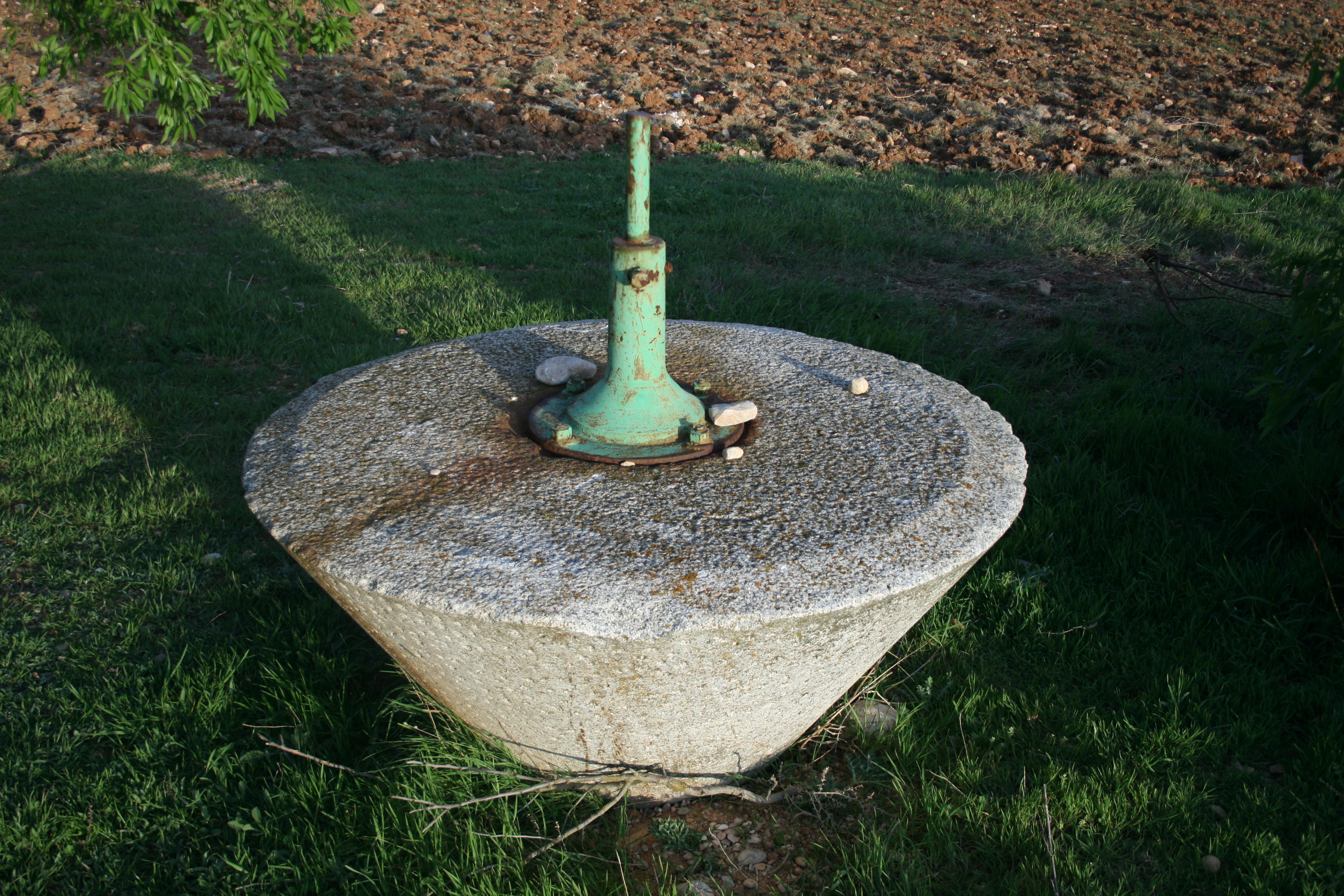
Muela de piedra de una almazara.

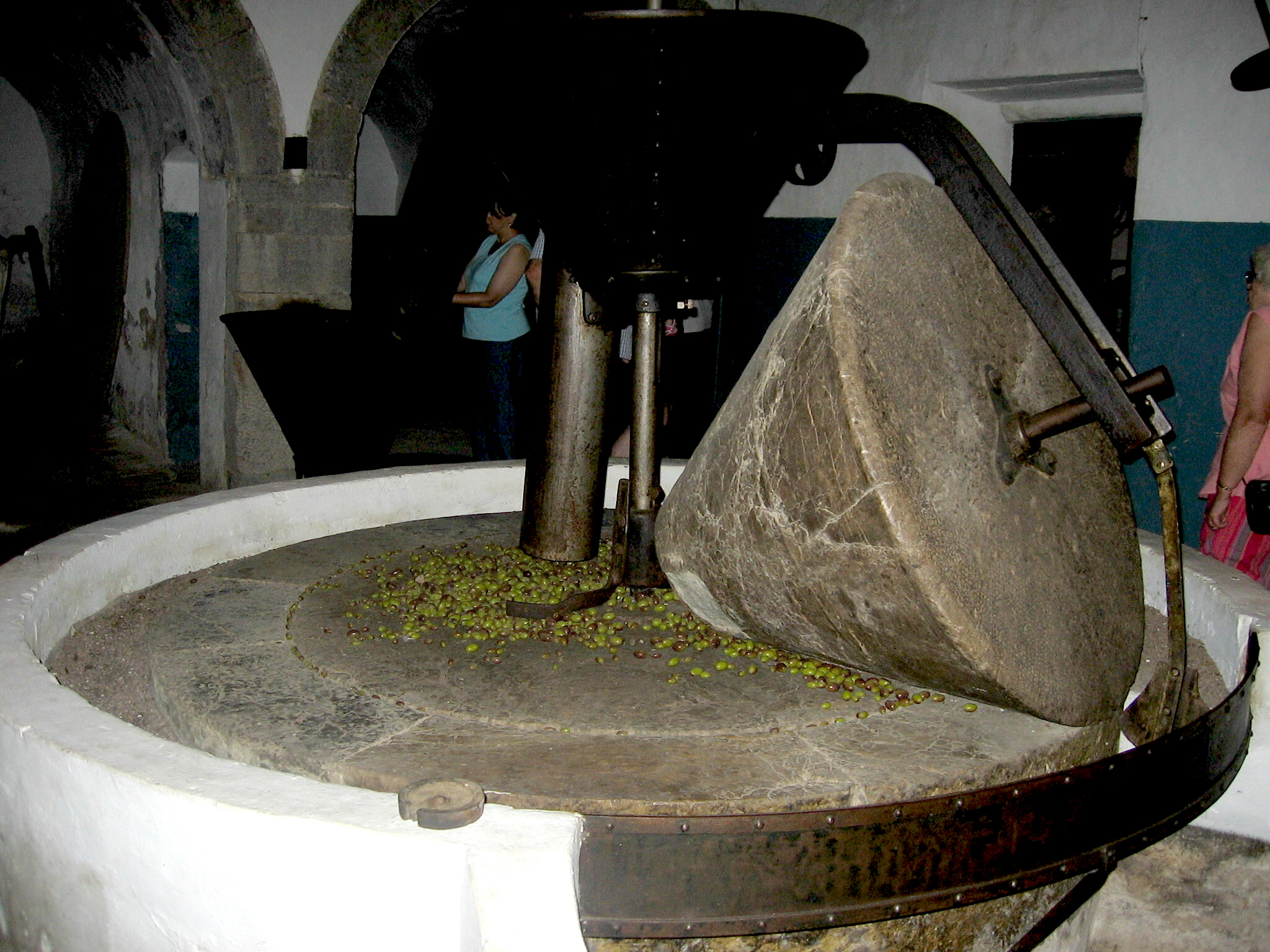
Muela montada en el molino de la almazara.

El olivo silvestre denominado «acebuche» (Olea sylvestris) fue una de las primeras variedades de olivar que aparecieron en el área mediterránea, antes de llegar a la actual Olea europaea.
La aparición, la cual es discutida, podría haber sido resultado de una hibridación entre O. e. laperrinei como hembra y O. e. cuspidata como macho, haciendo su aparición hace 500 000 años al oeste de África y logrando su difusión en la zona mediterránea. El árbol del olivo pertenece a la familia Oleaceae, el género Olea que se subdivide en dos géneros Tetrapilus (que contiene especies tropicales) y Olea. Este último tiene la variedad silvestre que fue cultivándose y mejorándose en sucesivas plantaciones. El árbol del olivo crece en climas cálidos y el fruto se obtiene a finales del otoño. Existen más de 260 variedades de Olea (entre las que 25 son las variedades principales), en la práctica se denominan de acuerdo con el origen geográfico. Las especies conocidas corresponden a un árbol longevo que puede alcanzar los 500 años. Sus características hacen que pueda crecer en entornos de poca agua, o escasa irrigación.
Los aceites elaborados con la variedad silvestre eran de bajo rendimiento y su calidad era escasa, pero es de resaltar que la progresiva selección artificial de las variedades por parte de los primeros agricultores hizo que se pudiese extraer cada vez más cantidad de aceite procedente de la misma cantidad de oliva. Antes del uso culinario del aceite de oliva se sabe que en Mesopotamia se empleaba extensivamente el aceite de sésamo (Sesamum indicum cultivado en el valle del Indo en la época del 1500 a. C.). Muchos autores apuntan al pueblo fenicio como uno de los primeros promotores en el arte de cultivar y comerciar con este fruto. Se sabe que civilizaciones antiguas como la minoica (3000 a. C. y 1500 a. C.) cultivaban el olivo en la isla de Creta y comerciaban con el aceite, los frescos encontrados en la isla de Santorini revelan su importancia económica en estas primeras etapas. A mediados del tercer milenio en la región de Canaán (ubicada al norte de Siria) se sabe que se producían cantidades grandes de oliva como para comerciar con otros países. La documentación encontrada en forma de tablillas de barro en tres ciudades independientes: Ebla, Mari y Ugarit, todas ellas en el Ebla (cerca de la moderna Aleppo), indican la expansión del cultivo del olivo, así como una notable producción de aceite de oliva. Estos textos indican que el precio del aceite de oliva era por aquel entonces casi cerca de cinco veces el precio del vino y dos veces y media más caro que el aceite de sésamo y que el de lino.
Se sabe por las muestras que se obtienen de polen de olivo en los restos arqueológicos, que el cultivo se empieza a hacer intensivo en el Peloponeso datadas en el XX a. C. (periodo heládico medio). Estos estudios de paleobotánica muestran que el cultivo del olivo tiene un apogeo en el siglo X a. C. en la ciudad de Biblos. Esta ciudad fue el punto de contacto comercial con los egipcios. Las investigaciones paleobotánicas se extienden al estudio de los "huesos de aceituna" encontrados de forma abundante en ciertas excavaciones arqueológicas a lo largo del mediterráneo. La entereza de los huesos de aceituna hallados muestran el grado de tratamiento de cara a elaborar el aceite de oliva, los huesos machacados o rotos venían a demostrar el uso de almazaras. Se sabe que en la península ibérica los tartessos y turdetanos ya hacían uso de la variedad cultivada del olivo, pero no se sabe a ciencia cierta si era de uso culinario.
La primitivas almazaras eran una especie de mortero elaborado de piedra con el que se operaba en pequeñas cantidades cada vez. La evolución de las almazaras se llevó a cabo en paralelo con la capacidad de producción agrícola, cuanta más oliva se cultivaba, mayor era la necesidad de almazaras más productivas. Existen evidencias de las primeras prensas en la Edad del Cobre. El surgimiento económico de estas civilizaciones capaces de producir y exportar aceite de oliva, así como su constante motivación de comerciar con los puertos egipcios hizo que poco a poco se fuera institucionalizando su uso.

### Etimología

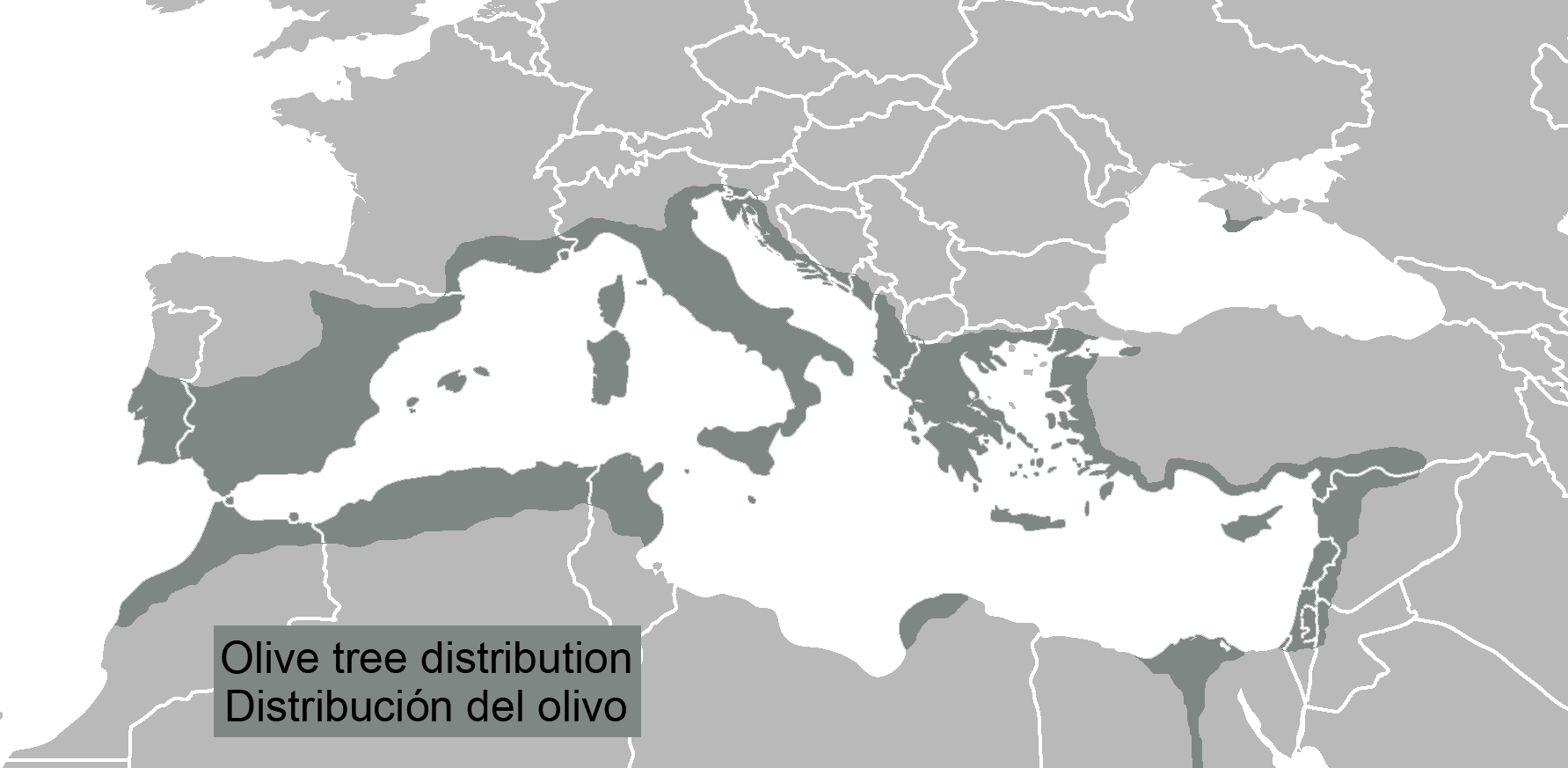
Distribución del olivo.

La palabra olivo entronca perfectamente con la historia del aceite debido a que ha llegado a día de hoy gracias a modificaciones y relaciones de nuestra cultura con otras. La palabra "oliva" y "aceituna", son en castellano: sinónimas. Algunos autores mencionan que el origen de la palabra "oliva" puede proceder del dialecto cretense elaiwa, y esta del griego clásico: elaia (ελαια) y el aceite de oliva era elaialadah. Ambas proceden de la semítica: ulu que derivaron finalmente en la palabra latina: oleum que derivó posteriormente en las lenguas romances en la palabra: oli. Hoy en día se emplea en la denominación de los sacramentos cristianos: Santos óleos, o incluso unción a enfermos. Esta variante da origen a oil en inglés, y öl en alemán.
Esta etimología da una idea explicativa de nuestra palabra "oliva", pero palabras como "aceite" tienen un origen etimológico relacionado con la oliva, de esta forma la palabra hebreo zait que pasó al árabe como la palabra zaitum que representaba tanto al jugo de la oliva, como al fruto. En árabe aparece también como al-zait o az-zait y el castellano y el portugués son las únicas lenguas procedentes del latín que reconocen esta raíz etimológica.  Derivó en la otra sinonimia en el lenguaje castellano: "aceituna". En la etimología de zait se puede encontrar al aceite como su capacidad para iluminar, pues el análisis etimológico de la raíz semita zt o zai es empelada simultáneamente para definir aceite de oliva e iluminación. Es de recordar que el aceite se emplea, en el mundo hebraico, cristiano y grecorromano, para la iluminación sagrada de los templos.
Estas dos denominaciones hacen ver que la palabra "oliva" procede de los idiomas de los pueblos mediterráneos del norte del mar mediterráneo: Grecia, Italia, mientras que la denominación de "aceituna" posee su origen en los idiomas de los pueblos mediterráneos meridionales y orientales: Magreb, Siria, Egipto, Líbano. La denominación zait puede indicar la procedencia de esta fruta de una región al oeste de Egipto Said o Saīt, mientras que olea puede hacer mención a una zona al norte del monte del Olimpo.
El olivo silvestre denominado en castellano como "acebuche" en las lenguas bereberes se denomina zenboudje, esta variedad crecía de forma espontánea en todas las áreas del mediterráneo. La variedad cultivada sería la que con posterioridad la substituiría debido a su mayor rendimiento (peso de aceite contra peso de aceituna).

## Antiguo Egipto
Las referencias documentales y arqueológicas primigenias más fiables acerca de la aparición y uso del aceite de oliva provienen de la época correspondiente al Antiguo Egipto. En Egipto ya se empleaba el árbol como un símbolo y aparece representado en los sarcófagos de algunos faraones, no obstante cabe mencionar que el aceite de oliva se preparaba con esencias aromáticas y los frutos del olivo se disponían como aceites sacros de los Faraones en la "otra vida". Para los egipcios la importancia del olivo es tal que asignan a la diosa Isis el privilegio de ser quien enseñó a los hombres el cultivo del olivo. Las mayores plantaciones de olivo se encontraban cerca del delta del Nilo muy cerca de la ciudad de Alejandría. Algunos autores mencionan olivos en el Fayum y en la Tebaida. A pesar de todo la variedad de olivo empleada en Egipto no tenía gran rendimiento en aceite, quizás por ser el clima poco apropiado para su crecimiento y desarrollo. No obstante el empleo culinario que hacían los egipcios de este aceite era más bien escaso; en la mayoría de las referencias se trata más de un uso en farmacopea o en cosmética.
Es muy posible que el consumo interno de aceite de oliva se viese completamente satisfecho con las importaciones procedentes de otros países (Anatolia y Grecia) y con el cultivo de estas zonas. A pesar de todo existen pocas representaciones en forma de jeroglífico, una de ellas se encuentra en los textos de las pirámides de la Heliopolis (quinta y dinastía de Egipto) y en paredes mortuorias diversas. La palabra aceite (representada como: ddt) no aparece en los textos hasta cerca de la novena dinastía de Egipto. El aceite de oliva "competía" con otros aceites de origen vegetal como puede ser el aceite de moringa, el de sésamo, el de cártamo, etc. Todos ellos se empleaban en ungüentos medicinales, en la cocina, en el culto religioso, así como en iluminación. En la última etapa el faraón Ptolomeo II hizo un borrador de leyes que afectaban la regulación de las plantaciones de olivos. Se sospecha que estas leyes nunca entraron en vigor debido a lo escaso de la producción durante su periodo de mandato.
Algunos autores sostienen que el poco uso del aceite de oliva que hicieron los egipcios se debe posiblemente al clima, poco propicio para el cultivo de plantas oleaginosas. Las primeras evidencias se remontan a la dinastía XII (1985–1795 a. C.), o incluso hasta la dinastía XVIII (1550–1295 a. C.). En el periodo amarniense no aparecen evidencias paleobotánicas de su consumo, ni pinturas o jeroglíficos relacionados. El Papiro Harris I menciona diversas fuentes de aceite de oliva, aunque describe un importante comercio con las tribus griegas. El uso primordial en las lámparas funerarias se hace evidente en las plantaciones que dedica Ramsés III solo a su producción.
Por el contrario en las poblaciones esclavas egipcias de religión judía, el aceite de oliva cobraba un simbolismo especial. Se puede ver que era un ingrediente omnipresente en la gastronomía judía de la época. Era añadido a bebidas como el khilmi y el alontit o incluso al vino denominado anigron. Se sabe que en la tradición judaica las aceitunas se sirven como aliño y de igual forma en la elaboración de diversos platos. o para añadir cuerpo a las bebidas.

## Antigua Grecia

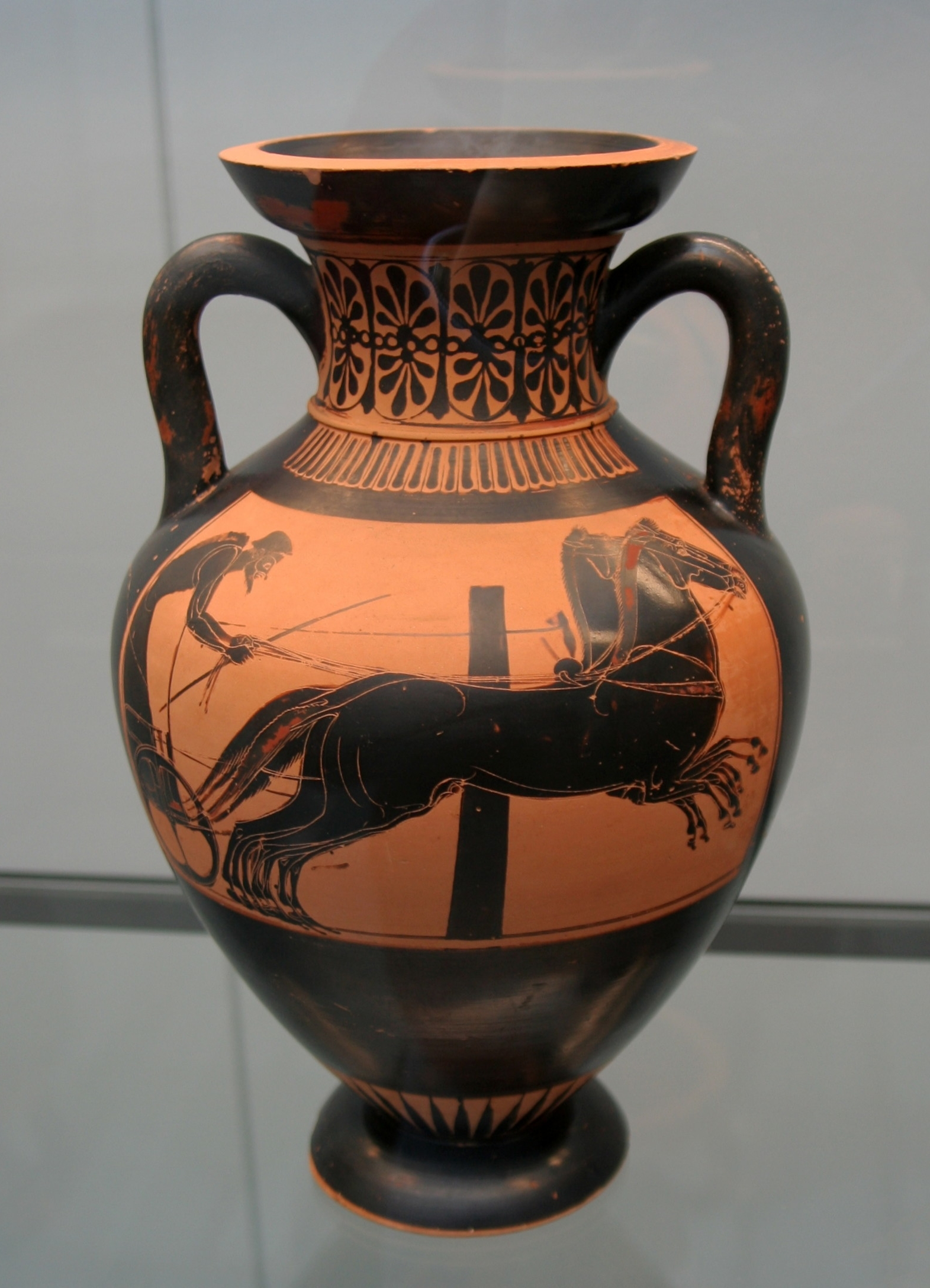
Ánfora panatenaica datada del 500 a. C.

La adoración de los griegos por el aceite de oliva se muestra claramente reflejado en los diversos frescos en los muros del palacio de Cnosos en los que aparecen numerosas representaciones de olivos. Los pobladores de Grecia ya conocían el olivo, pero trajeron de Egipto las variedades más cultivadas. En la época moderna, tras el descifrado del sistema lineal B de escritura, pudo verse la importancia que tenía para aquella sociedad griega primigenia el cultivo del olivo y la producción del aceite. Con frecuencia pueden verse olivos en las decoraciones de los vasos, en las joyas y demás utensilios de la vida cotidiana de la época. El consumo del aceite de oliva dependía en gran medida de la clase social. Por ejemplo las clases sociales bajas no consumían aceite de oliva en la cocina y las clases más favorecidas sí, el uso más común era como combustible para iluminar, como remedio medicinal o como óleo corporal, entre otros usos.
El legislador Solón (638-558 a. C.) empieza a dictar leyes por primera vez en favor de la protección de los olivos, una de esas leyes prohíbe cualquier tipo de exportación procedente de la Ática con la excepción del aceite de oliva, lo que favorece su comercio. El aceite procedente de esta región era muy apreciado en la antigüedad. Los primeros juegos olímpicos celebrados en 776 a. C. ya se ofrecía a los ganadores de las pruebas deportivas una ramita de olivo como reconocimiento de triunfo. En las fiestas panateneas (similares en importancia a los juegos olímpicos) se les premiaba con ánforas de aceite de oliva (en las denominadas ánforas panatenaicas). La cantidad de aceite ofrecida como premio al deportista ganador podía ser grande, llegando a cerca de varias toneladas de aceite. Se sabe que la aparición del aceite de oliva en Grecia ocurre en la isla de Creta, su cultivo hace que se comercie con Egipto y otros pueblos, estableciéndose las primeras rutas comerciales por el mar Mediterráneo.
En España se introduce el cultivo del olivo por los Fenicios (1100 a. C.), y posteriormente fue creciendo su cultivo gracias a las relaciones económicas con Grecia. Pero hasta el año 206 a. C., tras la ocupación romana de Hispania, la producción olivarera no empieza a cobrar cierta importancia. Antes de esta introducción del cultivo el olivo, era muy habitual el empleo de grasas animales (tal y como se ve en las gastronomías del norte de España), tales son la manteca (grasa de cerdo) o mantequilla.
Dioscórides menciona el onfacino (aceite extraído de la aceituna no madura), que resulta ser bueno para el estrés muscular.
De la misma forma opina que es útil en el cuidado de la piel y el pelo. También Hipócrates hace mención del aceite en la curación de ciertas heridas, así como analgésico de ciertas enfermedades dolorosas como puede ser la odinofagia, los malestares intestinales, las cefaleas, dolores musculares, etc. empleado en enemas.

## Imperio romano

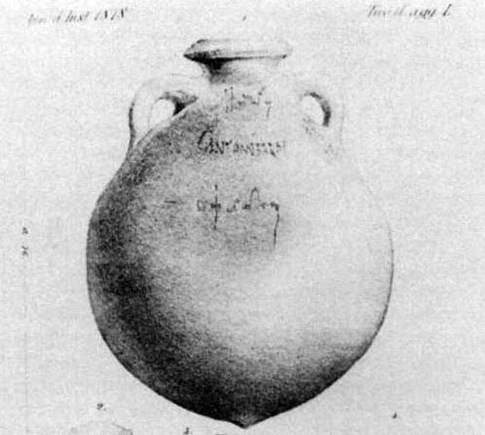
Ánfora tipo Dressel 20, empleada para la exportación del aceite de oliva de la Bética en los siglos II y III d. C.

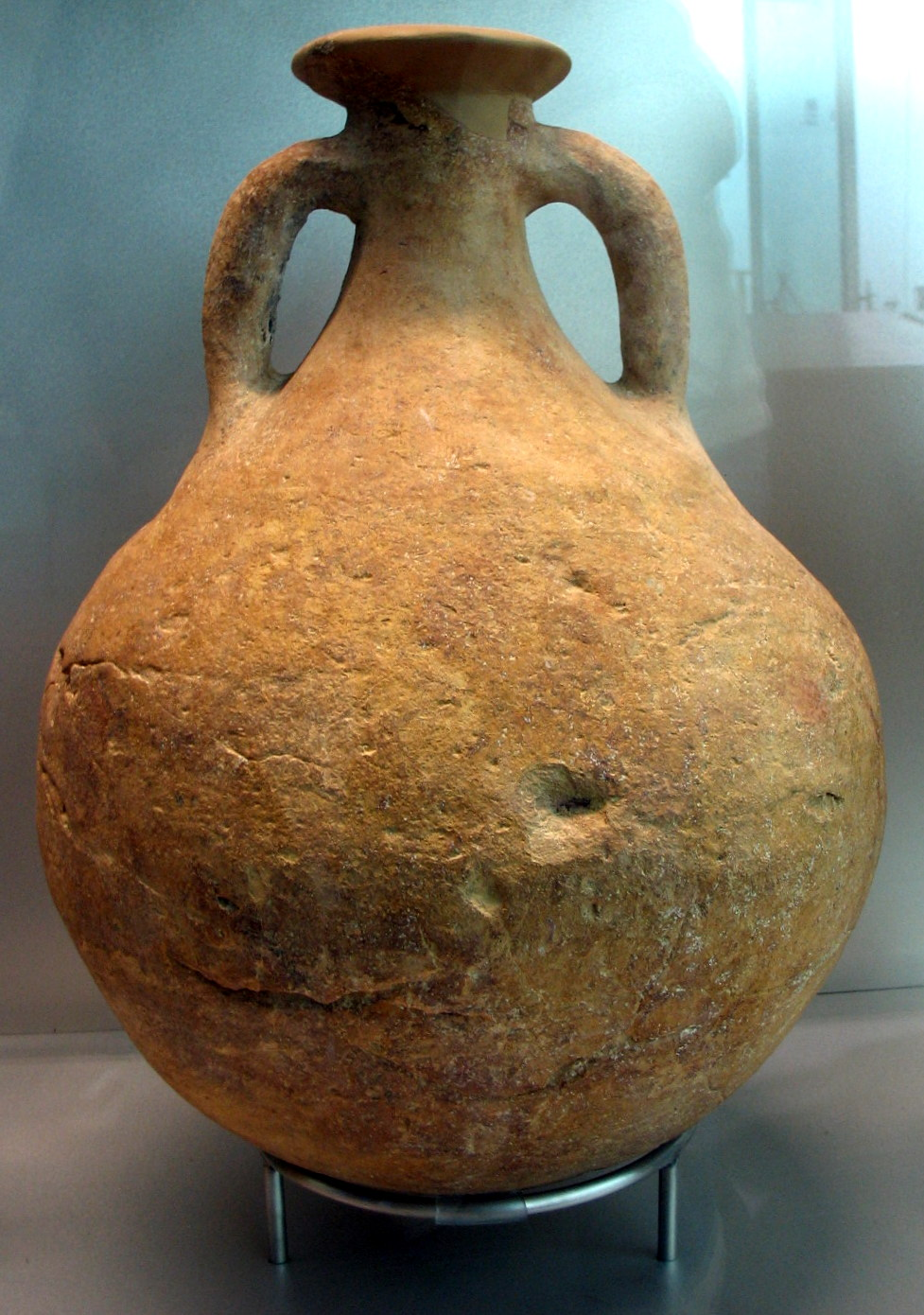
Ánfora bética para aceite del (Cartagena, Murcia).

El contacto comercial y guerrero de los griegos con los etruscos hizo que el cultivo del olivo se introdujese en Italia. Se dice que pudo llegar a la península italiana en la época del reinado de Lucio Tarquinio Prisco, en el periodo 616 a. C. a 578  a. C., aunque se sospecha que pudo haber llegado a Italia trescientos años antes de la caída de Troya. Ya en Italia, se extiende pronto por el norte, desde Calabria a Liguria. Los siglos II y III fueron los de mayor expansión a lo largo del mediterráneo, ya que emplea los avances territoriales y logros militares del Imperio romano para ser cultivado en un número creciente de zonas. Los avances en el conocimiento del olivo se realizan en esta época.  Catón el Viejo describe en su libro De agri cultura (también llamada De re rústica) o Sobre la agricultura numerosos métodos de cultivo, poda y cuidado del olivo. Cabe pensar que la producción de aceite de oliva no se interrumpió en Grecia con la invasión del Imperio romano, lo que hizo que aprendieran los secretos de su cultivo, así como de la elaboración del aceite de oliva. Existen autores que estimaban el consumo medio de 20 litros de aceite de oliva por romano.
Las rutas comerciales movían el vino, el garum y el aceite de oliva. El uso del aceite de oliva se llegó a emplear en las lucernas que iluminaban las casas. El uso del aceite de oliva era muy popular entre los habitantes de la ciudad de Roma, cabe mencionar de forma comparativa el número de puestos de venta de aceite de oliva (123), frente a los que vendían pan (240).
Hoy en día puede investigarse el uso que hacían del aceite de oliva, así como la procedencia de los diferentes aceites de los restos que forman parte de la montaña del Testaccio (monte artificial con los restos de la basura de la Roma imperial).
Una de las zonas de producción del imperio en el oriente era Tripolitania y posteriormente África proconsularis. Los centros de producción en la Bética eran muy grandes, y el río Guadalquivir (así como el afluente del Genil) tuvieron papeles muy importantes. Este aceite llegaba a precios muy elevados a Italia. Una de las características culinarias del Imperio romano era la propia definición culinaria de los pueblos bárbaros, a los que se le achacaba ser incapaces de cocinar con aceite de oliva y ser por el contrario consumidores de grasas animales. No obstante los romanos emplearon las grasas animales en ciertas aplicaciones no culinarias, como puede ser la conservación de la madera, la elaboración de medicamentos, preservación de alimentos, etc. de la misma forma en aplicaciones culinarias como la alimentación de soldados y de la gente más humilde; por esta razón, Alejandro Severo redujo el precio del aceite ocho veces para que pudiera ser alimento básico de la población. La producción de aceite de oliva genera un paisaje agrario en las colonias romanas, y empieza la introducción de un sistema de explotación denominado la uilla (formada por la pars dominica o urbana, pars rústica y frumentaria). Resulta curioso que los agrónomos latinos (autores de tratados de agricultura como puede ser Catón, Columela y Varrón), al hablar del árbol del olivo en sus obras le dedican poca atención. La producción de la Bética se embarcaba en ánforas denominadas hoy en día Dressel 20 y se transportaba a diversos lugares del Imperio.
El molino romano, denominado molea olearia se movía por animales y su producción aumenta con respecto a culturas anteriores. Los molinos mencionados en la literatura son: el  trapetum, la mola suspensa y la mola learia. Los romanos no son los únicos que divulgan a comienzos del primer milenio el olivo por las zonas mediterráneas, los tirios (habitantes de la ciudad de Tiro), cuyo origen era fenicio y fundadores de Cartago, lo hicieron por el norte de África. El avance del cultivo del olivar por ambos frentes se estabilizó en el año 29 a. C. cuando Octavio fundó la colonia romana Julia Cartago, que se convirtió en la capital de la provincia romana de África, una de las zonas productoras de cereales más importantes del imperio. Su puerto fue vital para la exportación de trigo y aceite africano hacia Roma. La ciudad llegó a ser la segunda en importancia del Imperio con 400.000 habitantes. El escritor culinario Apicius hace en su libro De re coquinaria una distinción entre las olivas procedentes de Italia, de aquellas que proceden de Hispania. Entre los alimentos más populares que contenían aceite de oliva se encuentra el ientaculum romano (una especie de tostadas regada con aceite de oliva, vino y ajo), etc.
El cultivo del olivar hacía que muchas de las tribus nómadas se hicieran sedentarias y desearan la paz con los pueblos cercanos, paz que solo podía garantizar el imperio. De esta forma el olivo toma forma de símbolo de paz. El olivo era símbolo de otras cosas en la época del imperio romano. Las coronas de olivo se empleaban como ofrenda de los generales romanos victoriosos, al igual que hicieron anteriormente los griegos. Las reseñas literarias de Rufo Festo Avieno en el siglo IV conocedor de Hispania, en su libro Ora Marítima denomina al río Ebro, Oleum Flumen (es decir: río de aceite). Avienus indica en esta obra como durante el Bajo Imperio romano aparecen en el litoral mediterráneo plantaciones de olivo, como son las plantaciones de Tarragona, de la zona de Alcañiz (Bajo Aragón). Algunos romanos hicieron grandes riquezas mediante la comercialización del aceite de oliva como fue Marco Annio Vero. En la época romana existían diversos oficios romanos como puede ser los difussores olearius que conocemos a través de la epigrafía, así como los sevillanos M. Casius Marci, de Oducia (Lora del Río), M. Iulius Hermesianus y D. Caecilius Onesimus, de Astigi (Écija), así como abundantes mercatores de Hispalis (Sevilla), Astigi, Carmo (Carmona) y Corduba (Córdoba).
Los escritores de la época mencionan las propiedades beneficiosas del aceite de oliva, tal es Plinio el Viejo que intenta recopilar las recetas conocidas acerca de la elaboración de ungüentos y pomadas diversas. Parte de estas advertencias llegaron posteriormente en el siglo XV a inspirar una obra denominada "tacuinum sanitatis" en la que el aceite de oliva ocupa una posición importante. El comercio del aceite de oliva creó diversas rutas comerciales a lo largo del Mediterráneo, mediante los denominados nauicularii (navegantes).

## Edad Media

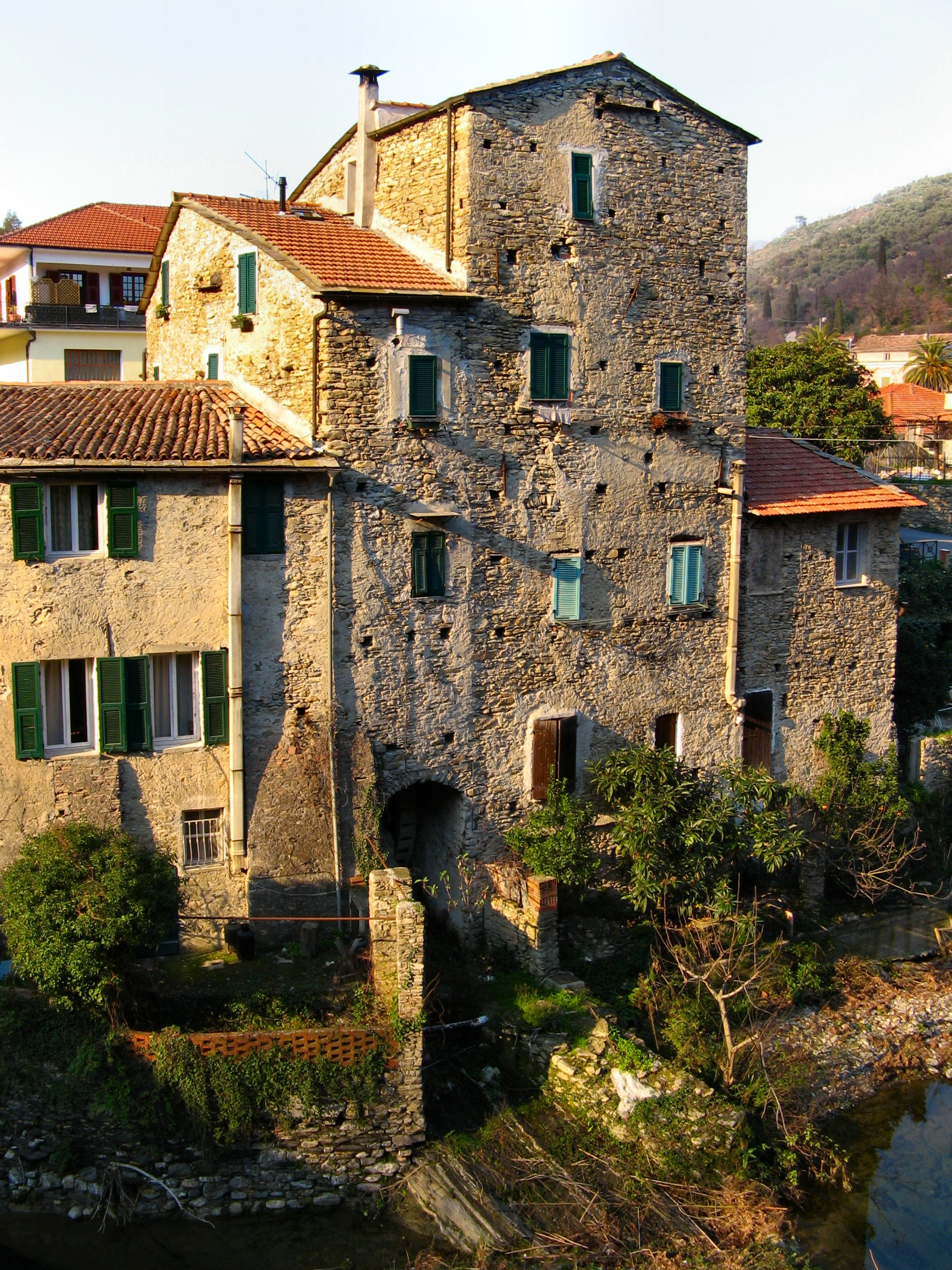
Molino de oliva (almazara de origen medieval en Italia

Algunos historiadores culinarios sostienen la idea de que la inclusión de grasas en la dieta medieval no era tan elevada como se hace ver en los libros de cocina de la época. Los pueblos europeos del norte incluían en su dieta habitual de grasas a la mantequilla como un lácteo proveniente de la leche de vaca y desconocían, o evitaban el aceite de oliva, por ser un producto caro. Al contrario se puede decir de la mantequilla en los pueblos del sur, un ejemplo se puede ver en las descripciones de recetas que hace el romano Apicius en su libro De re coquinaria en la que ninguna vez hace uso de la mantequilla como ingrediente. Aunque se puede decir que la mantequilla no juega un papel preponderante en los libros de cocina medievales, tales como el Viandier y el Ménagier de París. A pesar del aparente poco consumo del norte de Europa, muchas de las exportaciones que se realizan desde los puertos del mediterráneo van a ciudades del norte donde adquieren aceite de oliva para consumo diverso. No obstante la demanda de aceite de oliva cayó junto con la Decadencia del Imperio romano, debido a que los pueblos conquistadores que provenían del norte "desdeñaban" el uso de un aceite que recordaba de alguna forma a las costumbres romanas del pasado. Poco a poco los controles estatales sobre el aceite de oliva comienzan a desaparecer y son las órdenes religiosas las que empiezan a tomar las riendas de la producción en la Europa Medieval. El consumo entre clérigos que habitaban en monasterios y personas de la clase alta siempre quedó garantizado.
El uso que se hacía del aceite de oliva durante la Edad Media se circunscribía a usos culinarios aunque también se empleaba en la iluminación de casas, elaboración de jabones y textiles. Para estas aplicaciones, el aceite de oliva era muy útil y muy difícil de reemplazar. Los usos medicinales en diferentes bálsamos y medicinas queda reflejado en la literatura médica de la época. Autores como Averroes y Maimonides dedican espacios en sus obras médicas para alabar el consumo del aceite de oliva en la preparación de ciertos platos como puede ser el pescado, los huevos fritos. Algunos autores han calculado el consumo de grasas que hacían los habitantes europeos medievales, y tras cálculos procedentes de diversas fuentes llegan a la conclusión de que por persona se ingiere unos 34 gramos, lo que supone un 28% de las calorías necesarias.
En la Edad Media el Imperio otomano hizo negocios rentables con los países productores de olivas, algunas plantaciones en Túnez hicieron que la producción de aceite de oliva fuera exportada a Marsella, creando así rutas comerciales. La producción de aceite de oliva en suelo africano (sobre todo en el norte de África) era muy importante en aquellos tiempos, la producción permanecía con la tecnología que dejaron los romanos.

### Al-Ándalus
El empleo de grasas en la culinaria y en la medicina del Al-Ándalus tuvo una gran importancia y así lo reflejan las numerosas recetas llegadas hasta la actualidad. Se empleaban las grasas de animales como el cordero con el objeto de aromatizar y saborizar algunos platos, el uso de grasas cerca de la cola, o de los riñones era una práctica habitual. El uso de grasas animales y su sustituto por el aceite de oliva (de origen vegetal) era siempre bien recibido. Cabe pensar que el aceite es halal con lo que su consumo es aceptado por las normas dietarias del Islam, esto hizo que fuese muy popular el aceite de oliva durante la ocupación de la península ibérica. a pesar de lo que se cree en la actualidad, los musulmanes del al ándalus apenas usaban el aceite de oliva en la elaboración culinaria de frituras. Los pueblos árabes que habitaron la península durante casi cerca de ochocientos años se encontraron con una unas plantaciones muy productivas desde el punto de vista económico en la zona de la actual Andalucía ya establecidas desde la época del Imperio romano, que daban un rendimiento muy alto, promoviendo de esta forma el monocultivo en estas regiones. Los musulmanes del Ándalus distinguían entre dos tipos de aceites, aquellos que se extraían de la aceituna verde (zayt al-unfāq) y el aceite extraído de la aceituna madura (zayt al-zaytūn).
Los centros agrícolas del Ándalus eran las alquerías y campiñas, que formaban una red de caseríos establecidos en los distritos rurales establecidos a lo largo del territorio que se llama hoy: Andalucía. La agricultura del Ándalus era ávida de aceite de oliva y su producción era muy intensa; así lo demuestra el hecho de que había zonas, como el Aljarafe cerca de Sevilla, que estaban densamente plantadas (casi medio millón de olivos) para abastecer a la población. A pesar de esta gran producción, los musulmanes usaban el aceite en cantidades moderadas y la gran parte de la producción la exportaban. El escritor musulmán de la época Al-Idrisi menciona que la riqueza de los habitantes de Sevilla se debía en gran parte a la exportación del aceite de oliva. Otros escritores musulmanes de la época mencionan el aceite de oliva, tal como Ibn Zuhr en su Kitāb al-Ağḏiya (Libro de los Alimentos), Ibn al-Baitar describe otros aceites de origen vegetal como puede ser el aceite de rábano, que se parece al aceite de oliva rancio.

## El aceite en el Nuevo Mundo

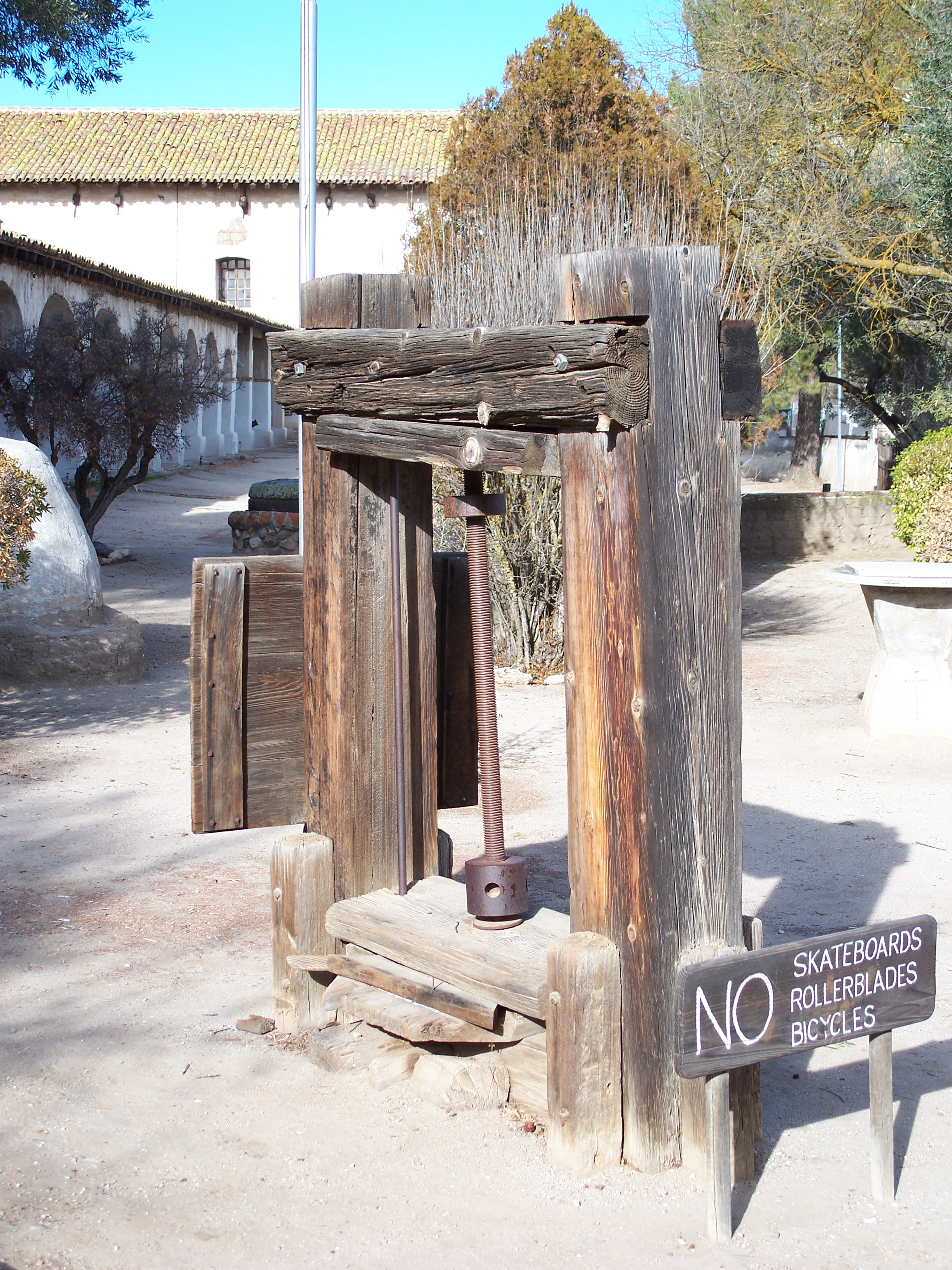
Prensa de olivas en una misión (Misión San Miguel Arcángel. San Miguel, California).

La colonización europea de América se impulsa más o menos finales del siglo XV después de que Cristóbal Colón llegara en 1492 con el patronazgo de la Corona de Castilla. A partir de ahí, el Imperio español, el Imperio portugués, el Imperio Británico, Francia y Holanda, conquistaron y colonizaron algunos territorios y poblaciones que ya habitaban el continente. Cabe de esperar que esta colonización hiciera que el aceite de oliva se expandiera por tierras de América por vez primera, debido a la inexistencia de este árbol en tierras americanas. Es sabido que las primeras producciones de aceite de oliva se ensayaron en los territorios del Virreinato de Nueva España y que fueron jesuitas los primeros cultivadores. El olivo fue uno de los primeros cultivos introducidos por los españoles en América y fue propagándose desde California hasta el sur de Chile durante casi cien años. Su uso fue extendiéndose poco a poco a las tradiciones culinarias de cada uno de los países de América.

### Aceite en Sudamérica
El cultivo del olivo, junto con el de la vid, fue uno de los primeros que introdujeron los colonos españoles en América. El Archivo de Indias (Sevilla) contiene información detallada relativa acerca de estas plantaciones en el "nuevo mundo". Los olivos fueron plantándose desde México al denominado Virreinato del Perú. Desde las tierras descubiertas del norte por la zona de Nueva España (actual California y México) algunos aventureros como Alonso de Ojeda van abriéndose paso a las tierras del sur. Se establece en el año 1503 la casa de contratación con el objeto de fijar las reglas de comercio con el "Nuevo Mundo", dentro de los productos de comercio transportados por la flota de Indias y entre los productos se encontraba el aceite de oliva. En los registros de la Casa de contratación se describe como en el año 1520 se llevaron desde los huertos de localidades cercanas a Sevilla (Aljarafe) una cantidad que rondaba cerca de 250 especies de olivares a las islas de la Hispaniola y Cuba. Estas primeras plantaciones no tuvieron éxito debido a que el clima caribeño no era propicio al crecimiento de los olivares. El éxito fue mayor en las colonias del virreinato del Perú, así como en Nuevo México. Estos dos asentamientos hicieron que el olivo se propagara a lo largo del cono sur.
En Argentina en el año 1562 Francisco de Aguirre realiza las primeras plantaciones de olivares procedentes de esquejes de ejemplares traídos del Perú. Debido al resultado de múltiples cruzamientos se acaba estableciendo una variedad de oliva autóctona denominada "arauco". Existe una leyenda que dice que el virrey del Perú, Pedro Fernández de Castro (conde de Lemos) ordena talar todos los olivos debido a que la producción se hacía compitiendo con los aceites traídos de otras regiones y que una anciana guardó un esqueje que ocultamente hizo que creciera en otros lugares. En la actualidad existe un árbol de la época que se denomina olivo de Arauco, único sobreviviente de la tala ordenada en 1770 por el virrey como medida proteccionista a la producción de la metrópoli.

### Aceite en el norte de América
El Imperio español y el Imperio portugués fueron los primeros en realizar la conquista, y se asentaron principalmente en Norteamérica, Centroamérica y en el área andina de Sudamérica (imperios Azteca e Inca, respectivamente). Algunas zonas como California producen aceite de oliva desde 1700 cuando los padres franciscanos encabezados por Fray Junípero Serra desde San Blas (México) se dirigieron al norte para fundar la misión de San Diego de Alcalá (cerca de la actual San Diego) en 1769. Pronto se plantaron olivos y la construcción de almazaras hizo que el padre Lasuen mencionara en 1803 la calidad del aceite procedente de California. Algunos de los primeros exploradores como George Vancouver en 1792 y Edwin Bryant así como John Fremont en 1846 describen de la existencia de olivares en California. Bryant hace notar como hay olivos en la misión de San Luis Obispo. En 1834 la secularización de las misiones hizo que el cultivo declinara y que cayera en el olvido durante algún tiempo.
Un renovado interés por el aceite de oliva hace que la industria olivarera crezca en la zona durante el periodo que va desde 1855 hasta 1900. Aparecen diferentes variedades a partir de la gordal (denominada en California como "sevillano"). La producción fue creciendo y el número de olivares plantados se hizo tan grande que pronto se ofrecía un aceite de calidad similar al procedente de Europa, pero a precios que no podían competir. Este efecto hizo que en 1900 la industria olivarera intentara ofrecer aceitunas encurtidas en lugar de aceite. En Estados Unidos el simbolismo de paz que representaba la rama de olivo puede verse en la petición de la rama de olivo que en 1775 hacen los Trece Colonias. En la actualidad casi la totalidad de olivas que consume Estados Unidos procede de California, y la producción de California supone un 0.3% del total mundial.
La evolución posterior de la demanda de consumo de aceite de oliva en Estados Unidos dependerá en gran medida de los inmigrantes de países mediterráneos: italianos y griegos. El olivo llegó más tarde a Carolina del Sur y a Florida, donde fue introducido por los emigrantes griegos que fundaron Nueva Esmirna.

## Modernidad

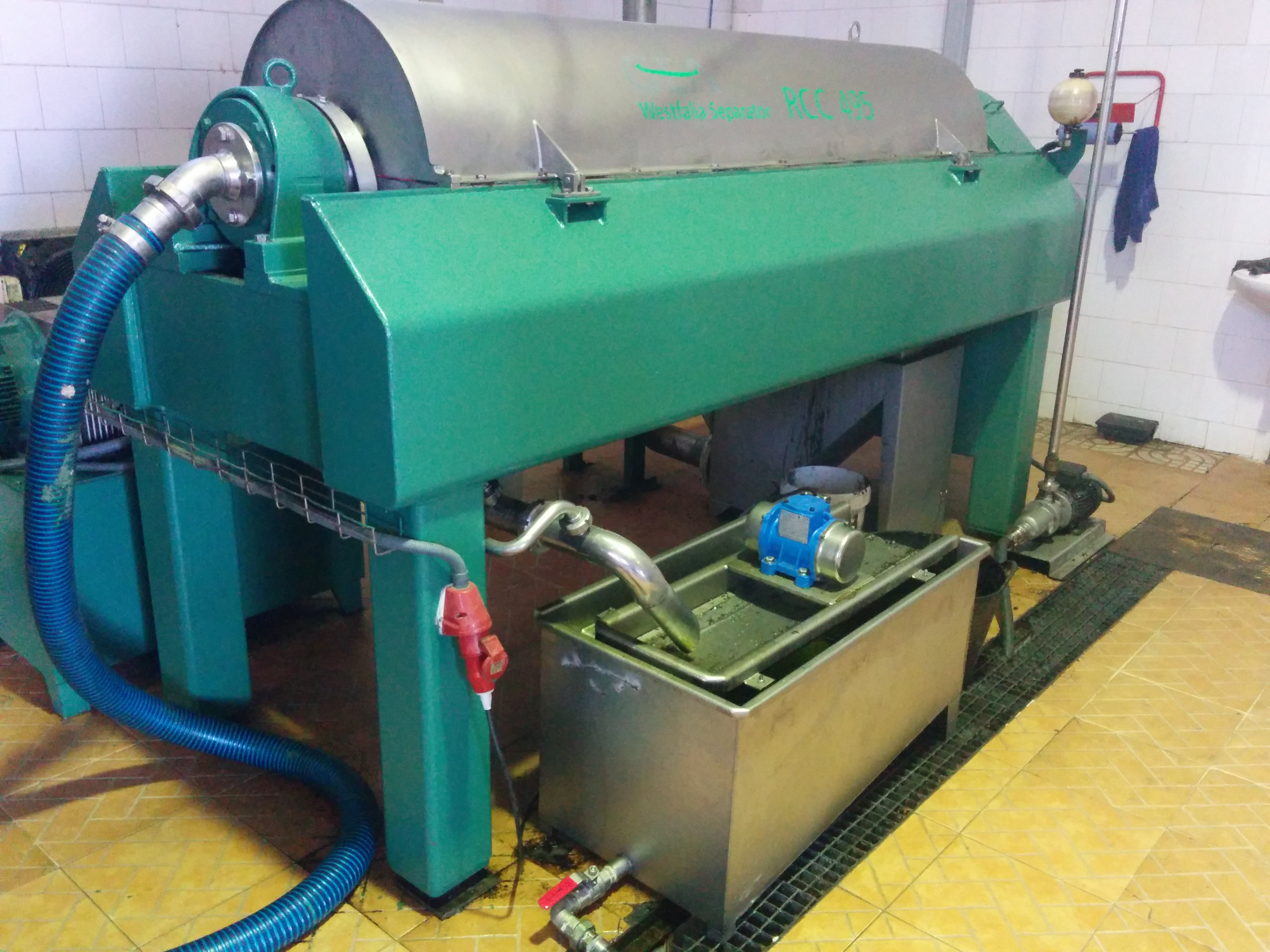
Decanter de aceite de oliva moderno

A finales del siglo XIX y comienzos del siglo XX el empleo de disolventes de bajo coste capaces de extraer aceites vegetales de otras plantas hizo que disminuyese el empleo del aceite de oliva en la iluminación, algo que provocó una disminución de la demanda mundial. Este efecto se unía a una mejora en la extracción de gas y petróleo. Esta bajada drástica de la demanda mundial hace que el aceite de oliva no sea competitivo frente a los aceites de semillas y para evitarlo se empieza a adulterar mediante la mezcla con otros aceites vegetales.
El organismo internacional denominado International Olive Oil Council (IOOC o en español Consejo Oleícola Internacional), se crea con la intención de evitar estas prácticas fraudulentas en los países productores de aceite de oliva, nace al entrar en vigor el Convenio Internacional del Aceite de Oliva de 1956. Fue creado en 1959 con sede en Madrid y cubre cerca del 85% de la producción. Los Estados Unidos no son miembros del IOOC.
El aceite de oliva entra en los mercados de bolsa en España como un futuro (entendido como Mercado de Futuros del Aceite de Oliva o denominado por sus siglas como MFAO) el 6 de febrero de 2004 y es el único en el mundo donde se negocia el aceite de oliva como activo subyacente.

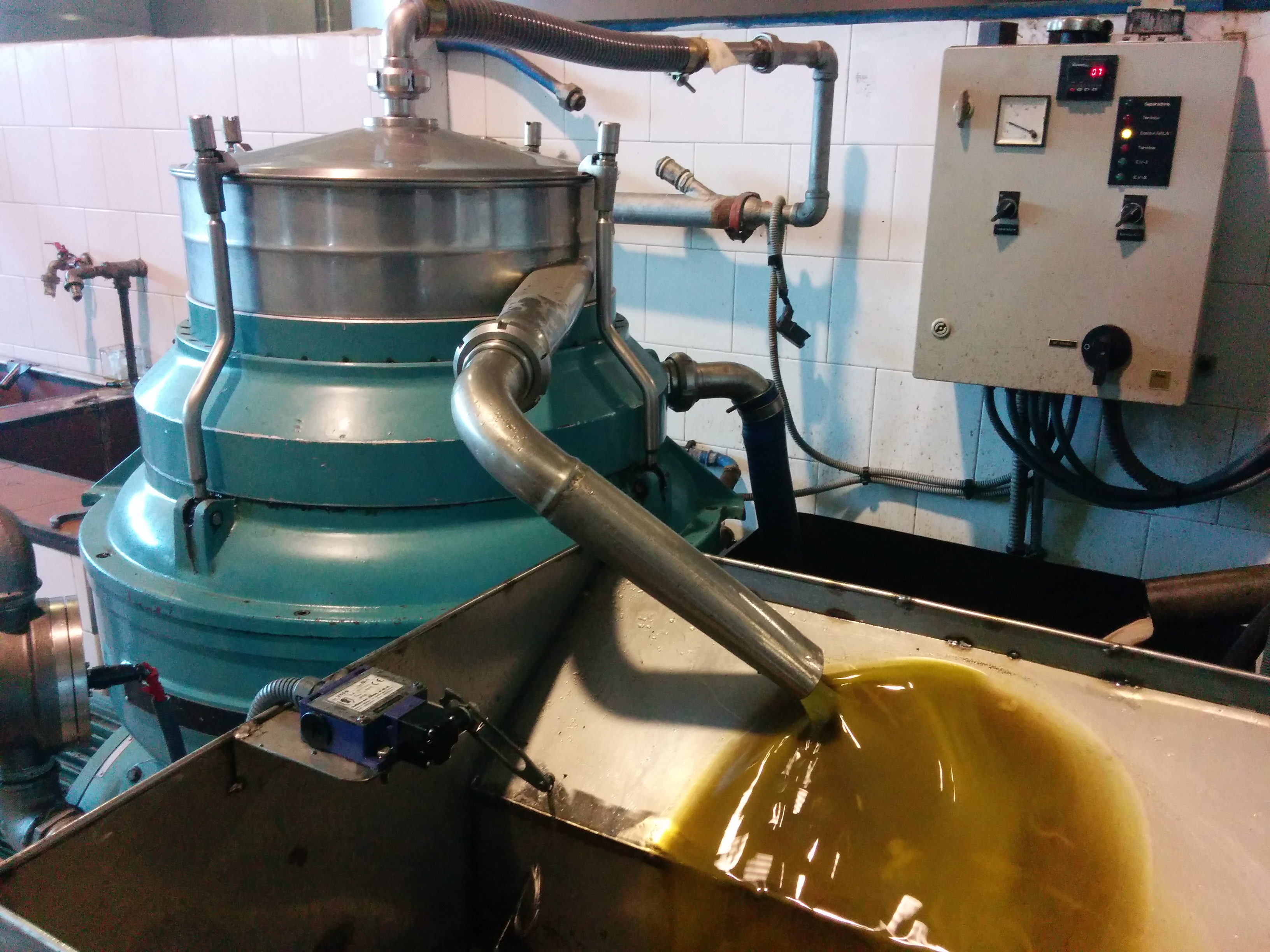
Centrífuga extrayendo aceite de oliva

### Unión Europea
A comienzos del tercer milenio la Unión Europea con sus países de la región mediterránea forman parte del mayor productor de aceite de oliva, se puede decir que casi el 4 % de la superficie agrícola utilizable es empleada a su cultivo. Estas zonas se distribuyen de la siguiente forma: el 48 % en España y el 22,5 % en Italia.
Con la adhesión en 1981 de Grecia y posteriormente en 1986 de Portugal y España la Unión Europea que era un gran importador pasa a ser uno de los primeros exportadores. Pronto las normas de producción empezaron a ser obsoletas y tuvieron que ser modificadas en 1998 y posteriormente en 2001. Se procede a un plan de reformas para entregar ayudas a los productores olivareros con el objeto de mejorar la calidad de sus productos. El sector del aceite de oliva en la Unión Europea es muy importante para la economía rural. El sector del aceite de oliva lo forman en la actualidad: productores, cooperativas, almazaras, refinerías, mezcladores y empresas que intervienen en diferentes aspectos de la comercialización.